# Lake Karrinyup Country Club
De Lake Karrinyup Country Club ligt midden in Karrinyup, een voorstad van Perth met ongeveer 8000 inwoners  aan de westkust van Australië. 

## De naam
De naam Karrinyup komt van Carenlup, hetgeen betekent 'moeras waar kangoeroes komen'. Ten noorden van de country club ligt nog het Canne moeras. Het was 's winters een omgeving met veel water, 's zomers vielen de meren soms droog. Carenlup lag toen nog ver buiten Perth, later werd Karrinyup de officiële naam voor die buurt.

## Golf
Toen de plannen voor de oprichting van deze country club gemaakt werden, sprak men van een 18-holes golfbaan, 9 tennisbanen, een zwembad en een poloveld. Tegen de tijd dat de plannen gerealiseerd werden, had de depressie haar intrede gedaan. De golfbaan werd aangelegd, het clubhuis, ontworpen door Reg Summerhayes, kwam boven op de heuvel waar het 's zomers minder warm was, maar voor de rest was geen geld meer.
De baan
De baan kent 18 holes en werd ontworpen door  Alex Russell, die vier jaar eerder Australisch kampioen was geworden, en zijn compagnon Dr Alister MacKenzie, die met Bobby Jones de baan van Augusta ontwierp.  Het gebied van de golfbaan heeft twee grote meren, Lake Karrinyup en Lake Gwelup, wat een natuurreservaat is. 

#### Toernooien
- 1952: Australisch Open, gewonnen door Norman Von Nida
- 1960: Australisch Open, gewonnen door Bruce Devlin
- 1968: Australisch Open, gewonnen door Jack Nicklaus
- 1979: 150 jaar Perth, gewonnen door Peter Jacobsen
- 1986: Western Australian Open Championship, gewonnen door Greg Norman
- 1974: Australisch Open, gewonnen door Gary Player
- 2002: Johnnie Walker Classic, gewonnen door Retief Goosen
- 2003: Johnnie Walker Classic, gewonnen door Ernie Els